# Dienstleistungsberuf
Ein Dienstleistungsberuf ist ein Beruf, bei dem eine Person Dienstleistungen für andere erbringt. Im Gegensatz zu einem Produktionsberuf, bei dem physische Waren hergestellt werden, dreht sich bei einem Dienstleistungsberuf alles um die Erbringung von Serviceleistungen, die den Bedürfnissen und Wünschen der Kunden entsprechen. In der Wirtschaftswissenschaft werden die Dienstleistungen dem sogenannten tertiärer Sektor zugeordnet.
Dienstleistungsberufe erfordern in der Regel spezifische Kenntnisse, Fähigkeiten und Kompetenzen, um den Kunden effektiv zu bedienen. Kommunikationsfähigkeiten, Kundenorientierung, Fachwissen und die Fähigkeit, Probleme zu lösen, sind wichtige Eigenschaften, die in Dienstleistungsberufen benötigt werden. Die Qualität der erbrachten Dienstleistung spielt eine wichtige Rolle, da sie einen direkten Einfluss auf die Kundenzufriedenheit und das Ansehen des Dienstleisters hat.

## Branchen
Dienstleistungsberufe können eine breite Palette von Tätigkeiten umfassen. Sie finden sich in den Branchen Handel, Instandhaltung und Reparatur von Kraftfahrzeugen, Verkehr und Lagerei, Gastgewerbe, Information und Kommunikation, Erbringung von Finanz- und Versicherungsdienstleistungen, Grundstücks- und Wohnungswesen, Erbringung von freiberuflichen, wissenschaftlichen und technischen Dienstleistungen, Erbringung von sonstigen wirtschaftlichen Dienstleistungen, öffentliche Verwaltung, Verteidigung und Sozialversicherung, Erziehung und Unterricht, Gesundheits- und Sozialwesen, Kunst, Unterhaltung und Erholung, Erbringungen von sonstigen Dienstleistungen und Dienstleistungen in privaten Haushalten.
Keine Dienstleistungsberufe sind Tätigkeiten in der Land- und Forstwirtschaft sowie Fischerei, im Bergbau und der Gewinnung von Steinen und Erden (primärer Sektor) sowie im verarbeitenden Gewerbe, in der Energie- und Wasserversorgung, der Abwasser- und Abfallentsorgung, der Beseitigung von Umweltverschmutzungen und im Baugewerbe (sekundärer Sektor).

## Beispiele
Beispiele für Dienstleistungsberufe sind: Altenpfleger, Assistent (Behindertenhelfer), Architekt, Arzt, Bestatter, Bibliothekar, Buchhalter, Callcenteragent, Diakon, Diätassistent, Erzieher, Fahrer, Feuerwehrmann, Friseur, Führungsoffizier, Fußpfleger, Geburtshelfer, Hausmeister, Heilerziehungspfleger, Informatiker, Jurist, Kellner, Krankengymnast, Krankenpfleger, Kundenbetreuer, Lehrer, Lokführer, Masseur und medizinischer Bademeister, Medizinisch-technischer Assistent, Musiker, Nachtwächter, Pfarrer, Pferdepfleger, Pilot, Polizisten, Priester, Prostituierte, Sanitäter, Sänger, Schwimm-Meister, Seelsorger, Seemann, Soldat, Söldner, Sozialarbeiter, Schriftsteller, Steuerberater, Schauspieler, Systemadministrator, Tänzer, Türsteher, Verkäufer, Zauberkünstler.